# Abdoul Madjid Moumouni
Abdoul Madjid Boubacar Moumouni Soumana (ur. 10 maja 1994 w Abidżanie) – nigerski piłkarz grający na pozycji defensywnego pomocnika. Od 2021 jest zawodnikiem klubu Al-Shorta SC.

## Kariera klubowa
Swoją karierę piłkarską Moumouni rozpoczął w klubie Juvenile SC. W sezonie 2013/2014 zadebiutował w nim w trzeciej lidze nigerskiej. W 2014 przeszedł do drugoligowego AS SONIDEP, z którym w sezonie 2014/2015 zdobył Puchar Nigru. W latach 2015–2018 występował w AS FAN. W sezonach 2015/2016 i 2016/2017 wywalczył z nim dwa tytuły mistrza Nigru.
W sezonie 2018/2019 Moumouni był piłkarzem sudańskiego Al-Merreikh Omdurman, z którym został mistrzem Sudanu. W latach 2019–2021 grał w irackim Al-Minaa SC, a w 2021 przeszedł do innego irackiego klubu, Al-Shorta SC. W sezonach 2021/2022 i 2022/2023 został z nim mistrzem Iraku.

## Kariera reprezentacyjna
W reprezentacji Nigru Moumouni zadebiutował 13 sierpnia 2017 w wygranym 2:1 meczu Mistrzostw Narodów Afryki 2018 z Wybrzeżem Kości Słoniowej, rozegranym w Niamey.